# Einfeldia ocellata
Einfeldia ocellata är en tvåvingeart som beskrevs av Hashimoto 1985. Einfeldia ocellata ingår i släktet Einfeldia och familjen fjädermyggor. Inga underarter finns listade i Catalogue of Life.